# 国際アイスホッケー連盟20世紀オールスターチーム
国際アイスホッケー連盟20世紀オールスターチーム（こくさいあいすほっけーれんめい20せいきおーるすたーちーむ）はアイスホッケーの国際試合に出場した選手の中から2008年に国際アイスホッケー連盟が定めたオールスター。北米とヨーロッパから選ばれた56人の専門家の投票によって6人が選出された。
セルゲイ・マカロフを除く5人はホッケーの殿堂入りを果たしている。またウェイン・グレツキー、ビョルエ・サルミンを除く4人はHC CSKAモスクワでプレーしたことがある。
センターのグレツキーは38票を獲得し、他のすべての選手たちと35票差以上であった。マリオ・ルミュー、ポール・コフィーは13票で選出されなかった。

## 選出された選手
- ゴールテンダー - ウラディスラフ・トレチャク（ソビエト連邦）30票
- ディフェンスマン1人目 - ヴャチェスラフ・フェティソフ（ソビエト連邦）54票
- ディフェンスマン2人目 - ビョルエ・サルミン（スウェーデン）17票
- ウィング1人目 - ワレリー・ハルラモフ（ソビエト連邦）21票
- ウィング2人目 - セルゲイ・マカロフ（ソビエト連邦）18票
- センター - ウェイン・グレツキー（カナダ）38票